# Equal Vision Records
Equal Vision Records est un label indépendant américain, basé à Albany, New York. Il est fondé en 1990 par Ray Cappo, chanteur de Youth of Today et de Shelter.

## Sous-labels et distribution
En juillet 2009, EVR crée un sous-label appelé Mantralogy. Ce sous-label présentera des groupes qui « proposent de la musique avant-gardiste et consciente de Krishna ». En 2012, l'artiste d'EVR Max Bemis (de Say Anything) crée un label nommé Rory Records, distribué par EVR. Le 19 juin, il est annoncé qu'Equal Vision Records et Casey Crescenzo du groupe Dear Hunter allaient former un partenariat. Casey reçoit son propre label : Cave and Canary Goods.
Depuis le 23 janvier 2012, EVR reprend la distribution de ses sorties physiques et numériques aux États-Unis avec RED Distribution, après de nombreuses années avec Alternative Distribution Alliance. En mai 2013, EVR conclut un partenariat avec l'UNFD pour fabriquer, promouvoir et distribuer les albums d'EVR en Australie et en Nouvelle-Zélande. Avant ce partenariat, EVR partage plusieurs artistes avec l'UNFD pour la distribution dans les deux couvertures, comme Say Anything, We Came as Romans et House vs. Hurricane.
Velocity Records est fondé en 2009 en tant que filiale de Rise Records. Il est relancé en 2016 en tant que partenaire d'Equal Vision Records.

## Groupes et artistes
Liste non exhaustive d'anciens et actuels groupes et artistes signés par Equal Vision Records (2019) :
- Alexisonfire
- Armor For Sleep
- As Cities Burn
- Bane
- Bear vs. Shark
- Boysetsfire
- Chiodos
- Closure In Moscow
- Coheed and Cambria
- Converge
- Craig Owens
- The Dear Hunter
- Earth Crisis
- The Fall of Troy
- Fear Before
- Hail the Sun
- Hot Cross
- Orbs
- Pierce the Veil
- Polyphia
- Portugal. The Man
- Refused
- Saves the Day
- Say Anything
- Shelter
- Sick of It All
- Silent Drive
- Sky Eats Airplane
- Texas in July
- We Came as Romans
- William Beckett